# Kinga Preis
Kinga Anna Preis (n. 31 august 1971, Wrocław, Republica Populară Polonă) este o actriță de film poloneză. Este de șase ori câștigătoare a Premiilor Filmului Polonez: de patru ori premiul pentru cea mai bună actriță în rol secundar în filmele Wtorek (Marți, 2001), În beznă (2011), Aniol (2014) și Nu plâng niciodată (2020) și de două ori premiul pentru cea mai bună actriță în Tăcere (Cisza, 2001) și Încasatorul (Komornik, 2005). De asemenea, a câștigat patru premii la Festivalul de Film de la Gdynia pentru cea mai bună actriță (în rol secundar).

## Viața și cariera
Preis s-a născut la Wrocław și a absolvit Academia de Arte Dramatice Ludwik Solski în 1996. Tatăl ei era austriac. În 1995 s-a alăturat Teatrului Polonez din Wrocław și de atunci a apărut în mai multe producții de teatru. În 1997 a debutat în televiziune jucând în serialul de comedie, Camera 107, iar mai târziu în acel an a debutat pe marele ecran în filmul dramatic Farba. În 1998, Preis a primit premiul Festivalului de Film de la Gdynia pentru cea mai bună actriță în rol secundar și a fost nominalizată la Premiul Academiei Poloneze pentru cea mai bună actriță în rol secundar pentru rolul Renatei din Poniedziałek (Luni). În 1999, a jucat în filmul dramatic istoric Wrota Europy (Poarta Europei) ca Hala, rol pentru care a primit o altă nominalizare la Premiul Academiei poloneze pentru cea mai bună actriță în rol secundar.
În 2000, Pries a jucat în filmul de comedie-dramă, Wtorek (Marți), câștigând primul ei premiu polonez al Academiei pentru cea mai bună actriță în rol secundar. În anul următor, ea a câștigat primul premiu al Academiei poloneze pentru cea mai bună actriță și premiul Festivalului de Film de la Gdynia pentru cea mai bună actriță pentru Cisza. Ea a câștigat al doilea premiu polonez al Academiei pentru cea mai bună actriță pentru rolul principal în filmul dramă din 2005, Încasatorul. În 2006, a primit premiul Zbigniew Cybulski pentru cea mai bună tânără actriță. Mai târziu, a jucat în Patru nopți cu Anna (2008) și Casa întunecată (2009). Ulterior, Preis a primit premiile pentru cea mai bună actriță în rol secundar pentru interpretările din În beznă (2011), Aniol (2014) și Nu plâng niciodată (2020).
În televiziune, Preis a fost în distribuția principală a serialelor Przeprowadzki (2000–01), Boza podszewka. Czesc druga (2005–06), Ja to mam szczęście! (2012), Blood for the Blood (2015), Pakt (2016), The Trap (2018), Stulecie Winnych (2019–2020), Rysa (2021) și în cel mai notabil serial dramatic de lungă durată, Ojciec Mateusz (începând cu 2008). În 2020, a primit premiul Telekamery pentru cea mai bună actriță.
În 2010, Preis a fost decorată cu Crucea de Aur de Merit. În 2011, a primit Medalia de Merit pentru Cultură - Gloria Artis.

## Filmografie

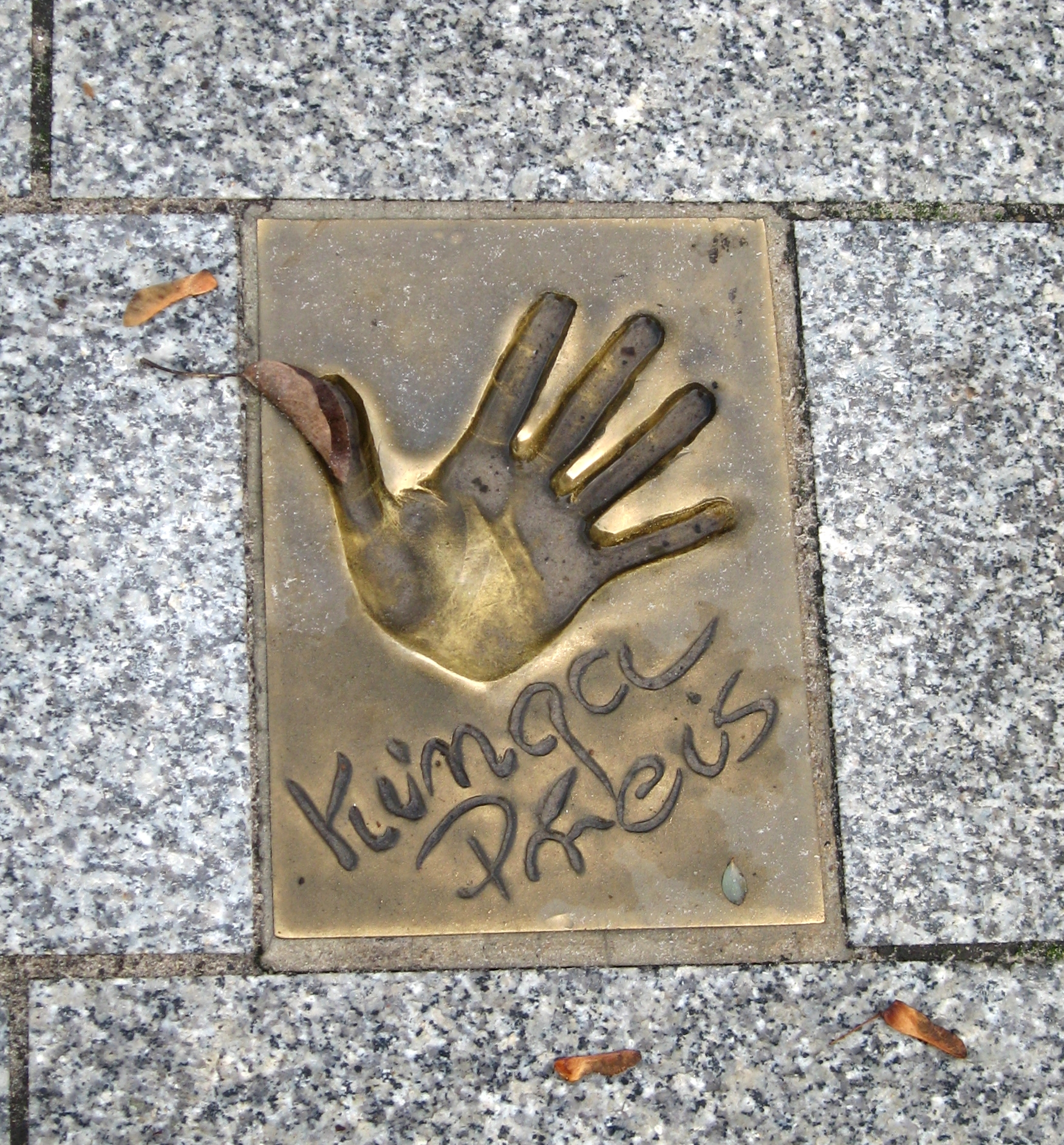
Preis în Hall of Fame din Międzyzdroje

| An   | Titlu                                  | Rol                               | Note |
| ---- | -------------------------------------- | --------------------------------- | --- |
| 1997 | Farba                                  | Majka                             | |
| 1998 | Poniedziałek (Luni)                    | Renata                            | Premiul Festivalul de Film de la Gdynia pentru cea mai bună actriță în rol secundar Nominalizare — Premiul Academiei Poloneze pentru cea mai bună actriță în rol secundar |
| 1999 | Wrota Europy (Poarta Europei)          | Hala                              | Nominalizare — Premiul Academiei Poloneze pentru cea mai bună actriță în rol secundar                                                                                     |
| 2000 | Dom Pirków                             | Pirks' mother                     | |
| 2000 | Tuesday                                | Renata                            | Premiul Academiei Poloneze pentru cea mai bună actriță în rol secundar |
| 2001 | Tăcere                                 | Magdalena "Mimi"                  | Premiul Academiei Poloneze pentru cea mai bună actriță Premiul Festivalul de Film de la Gdynia pentru cea mai bună actriță                                                |
| 2003 | Symmetry                               | Dawid's Wife                      | Nominalizare — Premiul Academiei Poloneze pentru cea mai bună actriță în rol secundar                                                                                     |
| 2004 | Nigdy w zyciu!                         | Kinga                             | |
| 2005 | Încasatorul                            | Gosia Bednarek                    | Premiul Academiei Poloneze pentru cea mai bună actriță Premiul Festivalul de Film de la Gdynia pentru cea mai bună actriță                                                |
| 2006 | Fundacja                               | Kazia                             | |
| 2006 | Samotność w sieci                      | Iwona                             | |
| 2006 | Statycsi                               | Bożena Popławska-Ochman           | Nominalizare — Premiul Academiei Poloneze pentru cea mai bună actriță |
| 2006 | Co słonko widziało                     | Brunette                          | |
| 2007 | Louise's Garden                        | Anna Swiatek                      | |
| 2008 | Jeszcze raz                            | Grazyna                           | |
| 2008 | Patru nopți cu Anna                    | Anna                              | Nominalizare — Premiul Academiei Poloneze pentru cea mai bună actriță |
| 2008 | Ruptura⁠(d)                             | Zosia                             | |
| 2009 | Idealny facet dla mojej dziewczyny     | Plesicowa                         | |
| 2009 | Włatcy móch: Ćmoki, czopki i mondzioły | Jowita                            | Voce |
| 2009 | Casa întunecată                        | Bożena Dziabasowa                 | Nominalizare — Premiul Academiei Poloneze pentru cea mai bună actriță |
| 2010 | Joanna                                 | Staszka Kopeć                     | Nominalizare — Premiul Academiei Poloneze pentru cea mai bună actriță în rol secundar                                                                                     |
| 2011 | Camera sinucigașilor                   | Karolina                          | |
| 2011 | Milion dolarów                         | Bożenka                           | |
| 2011 | Rosa⁠(d)                                | Amelia                            | Nominalizare — Premiul Academiei Poloneze pentru cea mai bună actriță în rol secundar                                                                                     |
| 2011 | În beznă                               | Wanda Socha                       | Premiul Academiei Poloneze pentru cea mai bună actriță în rol secundar |
| 2014 | Aniol                                  | Mania                             | Premiul Academiei Poloneze pentru cea mai bună actriță în rol secundar |
| 2014 | Dumnezeii                              | mama lui Ewka                     | Nominalizare — Premiul Academiei Poloneze pentru cea mai bună actriță în rol secundar                                                                                     |
| 2015 | Córki dancingu                         | cântăreața de la clubul de noapte | Nominalizare — Premiul Academiei Poloneze pentru cea mai bună actriță în rol secundar                                                                                     |
| 2016 | Wszystko gra                           | Roma, mama lui Zosia              | |
| 2016 | Prosta historia o morderstwie          | Teresa                            | |
| 2018 | Plan B                                 | Natalia                           | |
| 2018 | 53 Wars                                | Krystyna                          | |
| 2020 | I Never Cry                            | Ola's Mother                      | Premiul Academiei Poloneze pentru cea mai bună actriță în rol secundar |
| 2021 | Back Then                              | Elzbieta Makowska                 | |
| 2022 | The Silent Twins                       | Sister Nowak                      | |
| 2022 | Na chwile, na zawsze                   | Mother of Candy                   | |
| 2022 | Prawdziwe zycie aniolów                | Agnieszka                         | |
| 2023 | Swieto ognia                           | Józefina                          | Premiul Festivalul de Film de la Gdynia pentru cea mai bună actriță în rol secundar                                                                                       |
| 2024 | Wiecej                                 | Joanna                            | |